# Malemort
Malemort ist eine französische Gemeinde mit 8.036 Einwohnern (Stand 2013) im Département Corrèze in der Region Nouvelle-Aquitaine. Sie gehört zum Arrondissement Brive-la-Gaillarde sowie zum Kanton Malemort, dessen Hauptort (Chef-lieu) sie ist. Malemort ist Mitglied des Gemeindeverbandes Communauté d’agglomération du Bassin de Brive. Die Bewohner nennen sich Malemortois.
Die Gemeinde entstand mit Wirkung vom 1. Januar 2016 als Commune nouvelle durch die Zusammenlegung der ehemaligen Gemeinden Malemort-sur-Corrèze und Venarsal.

## Gemeindegliederung
| Ortsteil                                 | ehemaliger INSEE-Code | Fläche (km²) | Höhenlage (m) | Einwohnerzahl (2016) |
| ---------------------------------------- | --------------------- | ------------ | ------------- | -------------------- |
| Malemort-sur-Corrèze (Verwaltungssitz)00 | 19123                 | 107–320      | 16,51         | 7.483                |
| Venarsal                                 | 19282                 | 192–389      | 03,14         | .0529                |

## Geografie
Die Gemeinde liegt im Ballungsraum östlich von Brive-la-Gaillarde. Nachbargemeinden sind Sainte-Féréole im Norden, Saint-Hilaire-Peyroux im Osten, Dampniat im Südosten, Cosnac im Süden, Brive-la-Gaillarde im Westen und Ussac im Nordwesten.
Das Gemeindegebiet liegt beiderseits des Flusses Corrèze. Dieser nimmt im Ortsteil Puymaret von Norden die Couze auf, an der westlichen Grenze von Süden her die Bäche Loyre und Pian.

### Verkehrsanbindung
Die wichtigste Straßenverbindung ist die Départementsstraße D2089, die von Brive-la-Gaillarde nach Malemort-sur Corrèze herausführt und hier in die D1089 mündet, die nach Nordwesten eine Umfahrung zur Autobahn A20 bildet und nach Osten dem Corrèze-Tal aufwärts folgt. In diese Richtung verläuft auch eine Eisenbahnstrecke, die von Brive-la-Gaillarde Richtung Tulle verkehrt.

## Bevölkerungsentwicklung
| Gemeinde                  | Einwohnerzahlen (Census) |      |      |      |      |      |      |      |      |      |      |
| Gemeinde                  | 1962                     | 1968 | 1975 | 1982 | 1990 | 1999 | 2006 | 2008 | 2011 | 2013 | 2016 |
| ------------------------- | ------------------------ | ---- | ---- | ---- | ---- | ---- | ---- | ---- | ---- | ---- | ---- |
| Malemort-sur-Corrèze00    | 2354                     | 3062 | 4706 | 6020 | 6484 | 6535 | 6929 | 7315 | 7668 | 7522 | 7483 |
| Venarsal                  | 190                      | 203  | 185  | 265  | 344  | 369  | 421  | 459  | 501  | 514  | 529  |
| Malemort                  | 2544                     | 3265 | 4891 | 6285 | 6828 | 6904 | 7350 | 7774 | 8169 | 8036 | 8012 |
| Quelle: Cassini und INSEE |                          |      |      |      |      |      |      |      |      |      |      |

Die (Gesamt-)Einwohnerzahlen der Gemeinde Malemort wurden durch Addition der bis Ende 2015 selbständigen Gemeinden ermittelt.

## Sehenswürdigkeiten
In Malemort gibt es einige Bauwerke, die als Monument historique registriert sind. Darunter befinden sich
- die Kirche Saint-Xantin aus dem 12. Jahrhundert und
- das Schloss Breniges aus dem 13. Jahrhundert.